# Stictolissonota
Stictolissonota is een geslacht van insecten uit de orde vliesvleugeligen (Hymenoptera) en de familie Ichneumonidae.

## Soorten
- S. amplipuncta Chandra & Gupta, 1977
- S. arcuata Chandra & Gupta, 1977
- S. bimaculata Chandra & Gupta, 1977
- S. densipuncta Chandra & Gupta, 1977
- S. foveata Cameron, 1907
- S. interrupta Chandra & Gupta, 1977
- S. longiterebra Chandra & Gupta, 1977